# Dyrnæs

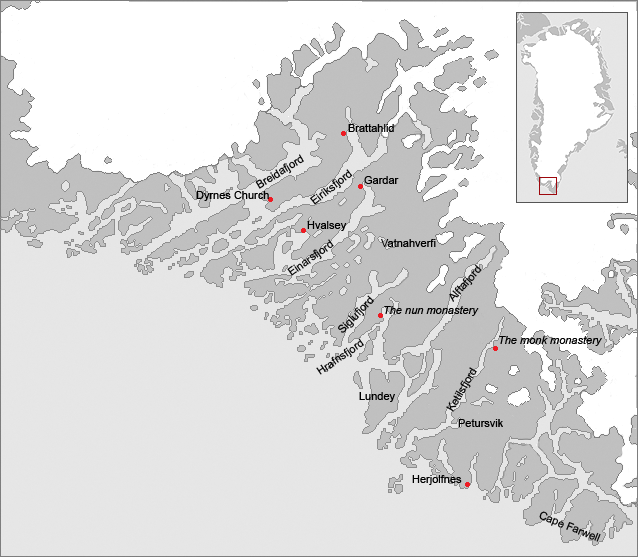
Localització de l'Assentament Oriental.

Dyrnæs va ser una colònia escandinava que formava part de l'Assentament Oriental que els vikings van fundar a Groenlàndia. Va estar emplaçat al nord de l'actual Narsaq.

## Història
Segons el relat de l'ombudsman reial Ívar Bárðarson (c. 1341), destinat a la diòcesi de Garðar, Dyrnæs va ser una de les més grans parròquies de la Groenlàndia escandinava. Les ruïnes de l'església es van trobar durant unes excavacions arqueològiques en 1932.